# Patrick Lindsey
Patrick Lindsey (Dallas, Texas, 22 april 1982) is een Amerikaans ondernemer en autocoureur. Hij is de president van het luchtvervoersbedrijf Mira Vista Aviation.

## Carrière
Lindsey begon zijn autosportcarrière in het Californische Bakersfield, waar hij deelnam aan dragraces. In 2006 stapte hij over naar het circuitracen. Dat jaar werd hij kampioen in de NASA Performance Touring Series. Tussen 2007 en 2012 reed hij in de SCCA World Challenge en diens opvolger Pirelli World Challenge. In 2012 debuteerde hij in de Rolex Sports Car Series en bleef hier twee jaar rijden. In 2013 werd hij met drie podiumplaatsen vijfde in de eindstand.
In 2014 werd de Rolex Sports Car Series samengevoegd met de American Le Mans Series om het IMSA SportsCar Championship te vormen. Lindsey reed in dit kampioenschap in de GTD-klasse voor het team Park Place Motorsports. Tot 2017 was hij actief als fulltime coureur in dit kampioenschap. In 2015 won hij twee races op Laguna Seca en Road Atlanta en werd hij vijfde in de eindstand. 2017 was zijn beste seizoen; hij behaalde weliswaar slechts een zege op Lime Rock Park, maar werd wel derde in het klassement. In 2018 en 2019 reed hij nog de helft van de races in deze klasse.
In het seizoen 2018-2019 debuteerde Lindsey in het FIA World Endurance Championship, waar hij in de LMGTE Am-klasse voor het Team Project 1 de auto met Jörg Bergmeister en Egidio Perfetti deelde. Hij behaalde overwinningen in de 6 uur van Fuji en de 24 uur van Le Mans, waardoor hij met 151 punten tot kampioen gekroond werd. In 2022 keerde hij na twee seizoenen terug in de klasse, waar hij ditmaal bij Dempsey-Proton Racing samen met Fred Poordad en Jan Heylen reed. Een zesde plaats in de 6 uur van Monza was zijn beste resultaat en hij eindigde met 14 punten op plaats 23.
In 2023 reed Lindsey twee races in de Michelin Pilot Challenge voor Archangel Motorsports op Laguna Seca en het Stratencircuit Detroit, waarin hij veertiende en vijftiende in de GS-klasse werd.